# Amapá (Stadt)
Amapá, amtlich Município de Amapá, ist eine Kleinstadt im brasilianischen Bundesstaat Amapá in der Região Norte. Sie liegt am Atlantischen Ozean und ist rund 302 km von der Hauptstadt Macapá entfernt. Die Bevölkerungszahl wurde 2024 auf 8434 Einwohner geschätzt. Die Einwohner, die auf dem etwa 9167,6 km² großen Gebiet leben, werden Amapaenser (portugiesisch amapaenses) genannt. Die Bevölkerungsdichte lag 2022 unter einer Personen (0,9) pro km².

## Toponymie

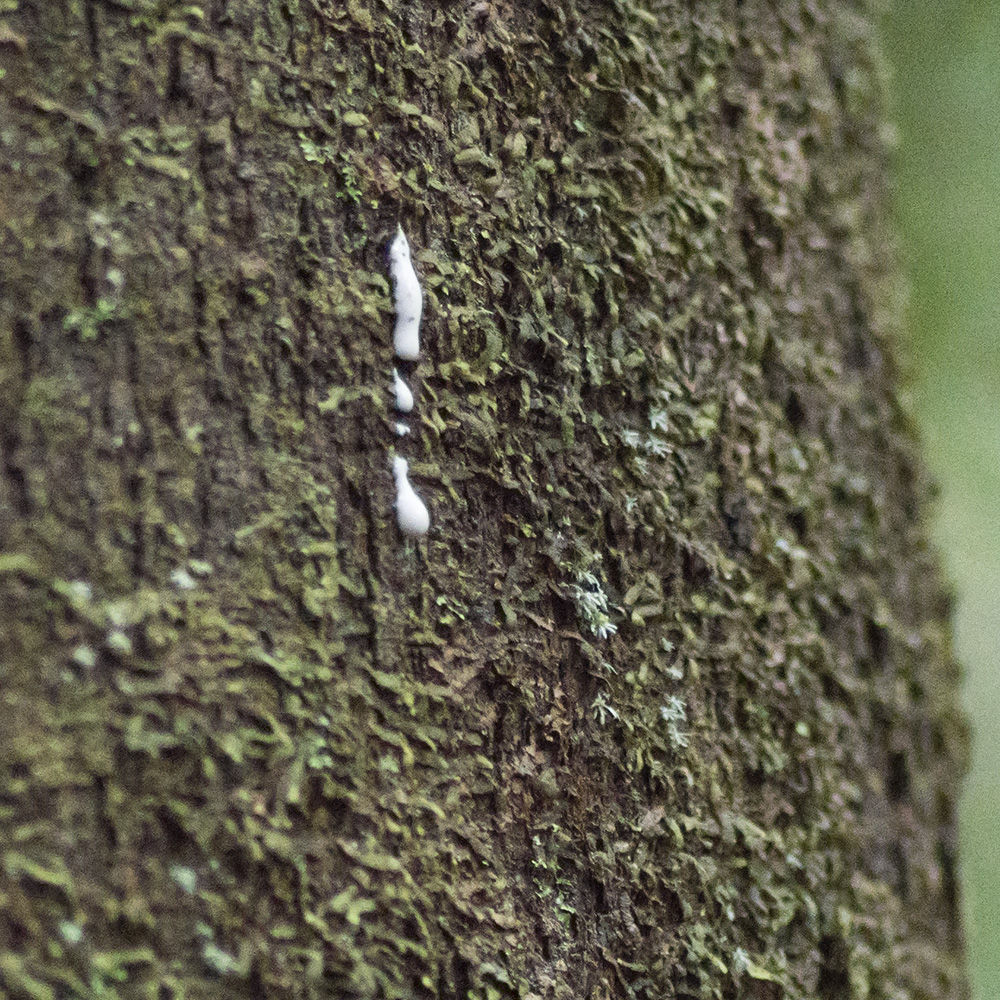
„amapá-doce“, Milch des amapazeiro

Benannt sind der Staat und die gleichnamige Stadt nach dem amapazeiro (Parahancornia amapa) aus der Familie der Apocynaceae. Dieser dickstämmige Baum hat einen Durchmesser an der Basis von etwa einem Meter. Er verfügt über eine dicke Rinde, aus der eine weißliche Milch fließt, die als „Amapá-Milch“ bekannt ist und medizinisch verwendet werden kann.

## Geographie
Die Landschaft und Biom sind vorwiegend durch Amazonischen Regenwald geprägt. Das Klima ist tropisch nach der Klimaklassifikation nach Köppen und Geiger Am/Af. Die Durchschnittstemperatur beträgt 26,6 °C. Es gibt viel Niederschlag und wenige Trockenperioden.
Vor Amapá liegt im Atlantik die flache, etwa 5 Kilometer von der Küste entfernte Doppelinsel Ilha do Macará, die unter Naturschutz steht. Jagen und Fischen sind untersagt. Auf ihr befindet sich die ökologische Forschungs- und Schutzstation Estação Ecológica de Maracá-Jipioca.
Den südlichen Teil des Gemeindegebietes nimmt das Naturschutzgebiet Reserva Biológica do Lago Piratuba ein. Hier befindet sich auch eine Seenlandschaft, die Região dos Lagos. Die Schutzgebiete des Munizips Amapá bilden den östlichen Teil des rund 72 % des Bundesstaates umfassenden Biotopverbundes Corredor de Biodiversidade do Amapá.
Umliegende Orte sind:
| Nordwesten:       | Norden: Calçoene               | Nordosten:      |
| Westen: Wald      |                                | Osten: Atlantik |
| Südwesten: Macapá | Süden: Cutias, Tartarugalzinho | Südosten:       |

## Geschichte
Das Land war ursprüngliches Siedlungsgebiet der ausgestorbenen Arawak-Indios und der Nuaruaque. In der Neuzeit war das gesamte Territorium bis 1900 strittiges Gebiet zwischen Französisch-Guyana und Brasilien. Im nördlich gelegenen Calçoene wurden 1893 Bodenschätze entdeckt, wodurch ein Zustrom von garimpeiros aus Pará stattfand. Zu dieser Zeit wurden die politischen Probleme der Grenze neu entfacht. 1895 landeten französische Truppen in der kleinen Stadt Amapá. Die Brasilianer reagierten und wehrten die Invasion ab, wobei sich der Ehrengeneral des Heeres Francisco Xavier da Veiga Cabral einen Namen machte. 1900 konnte José Maria da Silva Paranhos Júnior, barão do Rio Branco, in der Schweiz die Zugehörigkeit zu Brasilien diplomatisch vereinbaren. Es gelangte zunächst zum Bundesstaat Pará, und es wurde versucht, als Territorium von Aricari neu zu organisieren. Dabei wurden die Siedlungen des alten Streitgebiets, dem Contestado, zusammengefasst und der Ort wurde am 22. Oktober 1901 durch Staatsgesetz Nr. 798 zur Vila de Amapá erhoben. Dieses Datum gilt als Stadtgründung, obwohl eine Ortsverwaltung erst zum 30. April 1902 eingesetzt wurde.
Von 1911 bis 1930 hieß der Ort Montenegro, 1938 wurde er kurzzeitig in Veiga Cabral umbenannt. Das Land wurde 1943 zum Bundesgebiet Território Federal do Amapá, dessen Hauptstadt Amapá wurde, bis es diesen Status bereits 1944 an Macapá verlor. Seit 1995 ist das Gebiet in zwei Distrikte geteilt: Amapá als Hauptsitz und Sucuriju.
2017 änderte das Instituto Brasileiro de Geografia e Estatística die Zuordnung zu geostatistischen Regionen und teilte die Gemeinde der Região geográfica imediata Oiapoque und der Região geográfica intermediária Oiapoque-Porto Grande zu.

## Stadtverwaltung
Exekutive: Bei der Kommunalwahl 2016 wurde Carlos Sampaio Duarte Stadtpräfekt (Bürgermeister) für die Amtszeit von 2017 bis 2020, der für den Partido da Mobilização Nacional (PMN) angetreten war.
Die Legislative liegt bei einem 9-köpfigen Stadtrat, den vereadores der Câmara Municipal.
Zuständig ist der Ort auch für die verstreut liegenden Weiler und Landkommunen Araguiçaua, Paratu, Base Aérea, Cruzeiro, Piquiá, Calafate, Amapá Grande, Vulcão do Norte, Ramudo, Vista Alegre und Santo Antonio.
Amapá gilt als strukturschwach und erhielt 2016 Bundeszuschüsse in Höhe von 7.763.882,70 Real (etwa 1,98 Mio. Euro) und Staatszuschüsse von 1.755.909,72 Real (etwa 448.000 Euro).

## Bevölkerungsentwicklung
Quelle: IBGE (Angaben für 2024 sind lediglich Schätzungen). 36,34 % der Bevölkerung waren im Jahr 2010 Kinder und Jugendliche bis 15 Jahre. 86,5 % lebten 2017 im städtischen und 13,5 % im weitläufigen ländlichen Raum. Die Stadt Amapá ist das flächenmäßig sechstgrößte Munizip im Bundesstaat Amapá. Die Analphabetenquote lag 2010 bei den Erwachsenen über 25 Jahren bei 14,8 %.

## Ethnische Zusammensetzung
Ethnische Gruppen nach der statistischen Einteilung des IBGE (Stand 2010 mit 8069 Einwohnern):
| Gruppe    | Anteil (2010) | Anmerkung                        |
| --------- | ------------- | -------------------------------- |
| Brancos   | 1.321         | Weiße, Nachfahren von Europäern  |
| Pardos    | 6.394         | Mischrassige, Mulatten, Mestizen |
| Pretos    | 348           | Schwarze                         |
| Amarelos  | 4             | Asiaten                          |
| Indígenas | 3             | indigene Bevölkerung             |

## Lebensstandard
Der Index der menschlichen Entwicklung für Städte, abgekürzt HDI (portugiesisch: IDH-M), lag 1991 bei dem sehr niedrigen Wert von 0,391, im Jahr 2010 bei dem als mittelhoch eingestuften Wert von 0,642.
Das monatliche Durchschnittseinkommen wird für 2010 pro Person mit 406,90 R$ angegeben, was 2018 einem Wert von 104,27 Euro entspricht.

## Verkehr

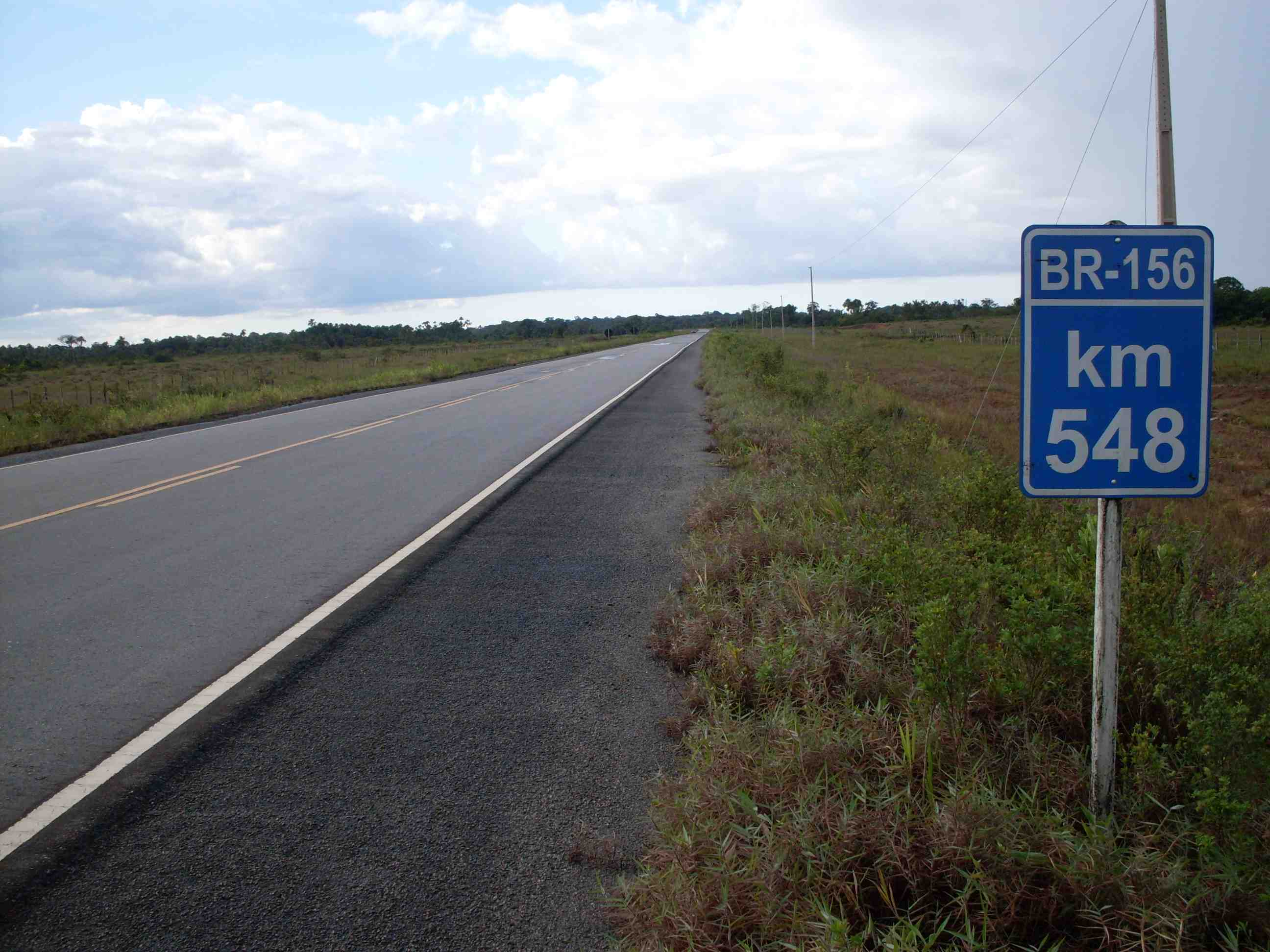
Landesstraße BR-156 bei Amapá

Durch Amapá führt in Nord-Süd-Richtung die Landesstraße BR-156, zu der aus dem Ort zwei Zufahrtsstraßen führen (AP-116). Etwa acht Kilometer von der Stadt entfernt befindet sich nordwestlich in Base Aéria der Flughafen Amapá. Ansonsten dient Küstenschifffahrt der Versorgung.

## Wirtschaft
In Amapá wird Büffel- und Rinderzucht betrieben, an landwirtschaftlichen Produkten sind in absteigender Menge für 2016 zu nennen: der Anbau von Maniok (3150 Tonnen), Bananen (376 Tonnen), Ananas (172 Tonnen) und Orangen (153 Tonnen). Zuckerrohr wird nicht angebaut. Die Landwirtschaft machte 2014 nur 15,7 % des städtischen Bruttosozialproduktes aus, die Industrie 2,3 %. Handel und Dienstleistungen machten mit 82 % den größten Anteil aus.